# Emilie Schröder
Emilie Schröder (Wirkungsdaten 1852–1902) war eine deutsche Schriftstellerin, Übersetzerin, Sängerin und Theaterschauspielerin.

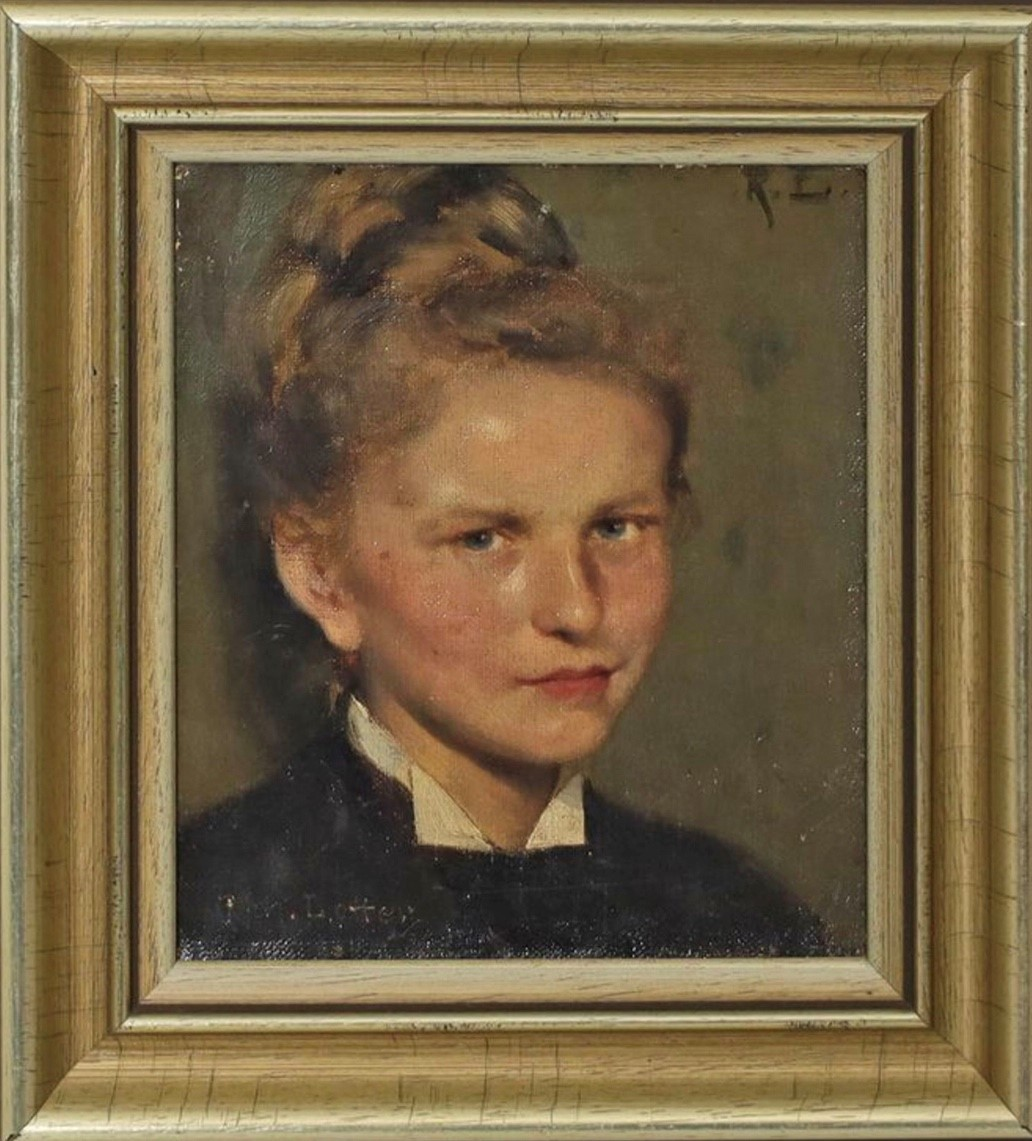
Porträt von Emilie Schröder, Öl auf Leinwand, signiert und datiert 1880, gemalt von Richard Lotter (Riesa 1856–1927 Berlin), der von 1873 bis 1879 als Schüler von Ludwig Knaus an der Berliner Akademie studierte.

## Leben
Geburts- und Todesdatum sind unbekannt. Ihr Vater war Verwalter der Gesellschaft „Zum geselligen Verein“ in Berlin. Sie besuchte die Bürgerschule und einige Monate lang die Königliche Augustaschule. Auf Wunsch ihrer Mutter bildete sie sich zur Sängerin aus. Als Altistin boten sich ihr aber nur wenige Möglichkeiten für eine erfolgreiche Bühnenlaufbahn. Bei der nachfolgenden Ausbildung zur Schauspielerin lernte sie den Dramaturgen und Ästhetiker Heinrich Theodor Rötscher kennen, unter dessen Einfluss sie schriftstellerisch tätig wurde. Sie war erfolgreich als Übersetzerin und Herausgeberin der Werke Friedrichs des Großen.

## Werke
- Vom Kaiser. Gedichte. Gerstmann, Berlin 1878.
- Friedrich der Grosse. Ein Lebensbild in seinen Briefen. Spemann, Stuttgart 1884.
- Vom alten Fritz. Denkwürdige Aussprüche aus seinen Werken. 1886.
- Kaiser-Worte. Aussprüche des Kaiser Wilhelm 1815–1888. Luckhardt, Berlin 1888. (Digitalisat)
- Deutsche Herzenswünsche. Zeitbilder in lustigen Reimen, dem Fürsten Bismarck gewidmet. Rentzel, Berlin 1891.
- 95 Bismarck-Thesen. Rentzel, Berlin 1892.
- Fürst Bismarck in seinen Aussprüchen 1845–1894. Deutsche Verlags-Anstalt, Stuttgart 1895.
- Königin Luise. Ein Lebensbild in ihren Aussprüchen. Luckhardt, Berlin/Leipzig 1898.
- Im Dienst des Vaterlands. Aussprüche des Fürsten Bismarck. Schottländer, Breslau 1898.

## Übersetzungen
- Manzonis: Die Verlobten. Eine mailändische Geschichte aus dem 17. Jahrhundert. 2 Bände. Bibliographisches Institut, Hildburghausen 1867.
- Manzonis Ode: Der fünfte Mai. 1867.[2]
- Molière’s sämmtliche Werke in zwei Bänden. Eingeleitet von Heinrich Theodor Rötscher. Reclam, Leipzig 1871.
- Die Oden Friedrichs des Großen. Im Versmaße des Originals übersetzt. Decker, Berlin 1872. (Digitalisat)
- Die Kunst des Krieges.  Ein Gedicht von Friedrich dem Großen. Decker, Berlin 1873. (Digitalisat)
- Lichtstrahlen aus Friedrichs des Großen Werken. Gesammelt von Emilie Schröder. Schwetschke, Halle 1881.
- Racines Tragödien. 1884.[3]

## Herausgeberschaft
- Dramaturgische und ästhetische Abhandlungen. Von Theodor Rötscher. Fleischer, Leipzig 1867.
- Epische Gedichte. Von Theodor Burghardt. Reclam, Leipzig 1869.
- Molières sämtliche Werke. 2 Bände 1871.
- Franz Bickings Werke. 4 Bände. Denicke, Berlin 1874.
- Ausgewählte Schriften Friedrichs des Grossen. 3 Bände. Stuhr,  Berlin 1886,
- Bismarck-Sprüche und Gedenktage. Schauenburg, Lahr 1888.
- Kaiser Wilhelm der Siegreiche. Sprüche u. Gedenktage. Schauenburg, Lahr 1890.[4]
- Kaiser Wilhelm II. Sprüche u. Gedenktage. Schauenburg, Lahr 1892.[5]
- Friedrich der Grosse über Religion, Erziehung und Schule. Rentzel, Berlin 1892.
- Kaiser Wilhelm II. Ein Herrscherbild in seinen Aussprüchen. Deutsche Verlags-Anstalt, Stuttgart 1893.
- Kaiser Friedrich im eigenen Wort. Schottländer, Breslau 1898.
- Zwanzig Jahre Regierungszeit. Ein Tagebuch Kaiser Wilhelms II. Vom Antritt der Regierung, 15. Juni 1888 bis zum 15. Juni 1908 nach Hof- und anderen Berichten. Verlag deutscher Zeitschriften, Berlin 1909.

## Beiträge zur Allgemeinen Deutschen Biographie
- Emilie Schröder: Bicking, Franz Anton. In: Allgemeine Deutsche Biographie (ADB). Band 2, Duncker & Humblot, Leipzig 1875, S. 615 f.
- Em. Schröder: Boumann, Ludwig. In: Allgemeine Deutsche Biographie (ADB). Band 3, Duncker & Humblot, Leipzig 1876, S. 210.
- E. Schröder: Burghardt, Georg Theodor August. In: Allgemeine Deutsche Biographie (ADB). Band 3, Duncker & Humblot, Leipzig 1876, S. 603 f.
- Emilie Schröder: Rötscher, Heinrich Theodor. In: Allgemeine Deutsche Biographie (ADB). Band 29, Duncker & Humblot, Leipzig 1889, S. 380 f.